# Hörninge

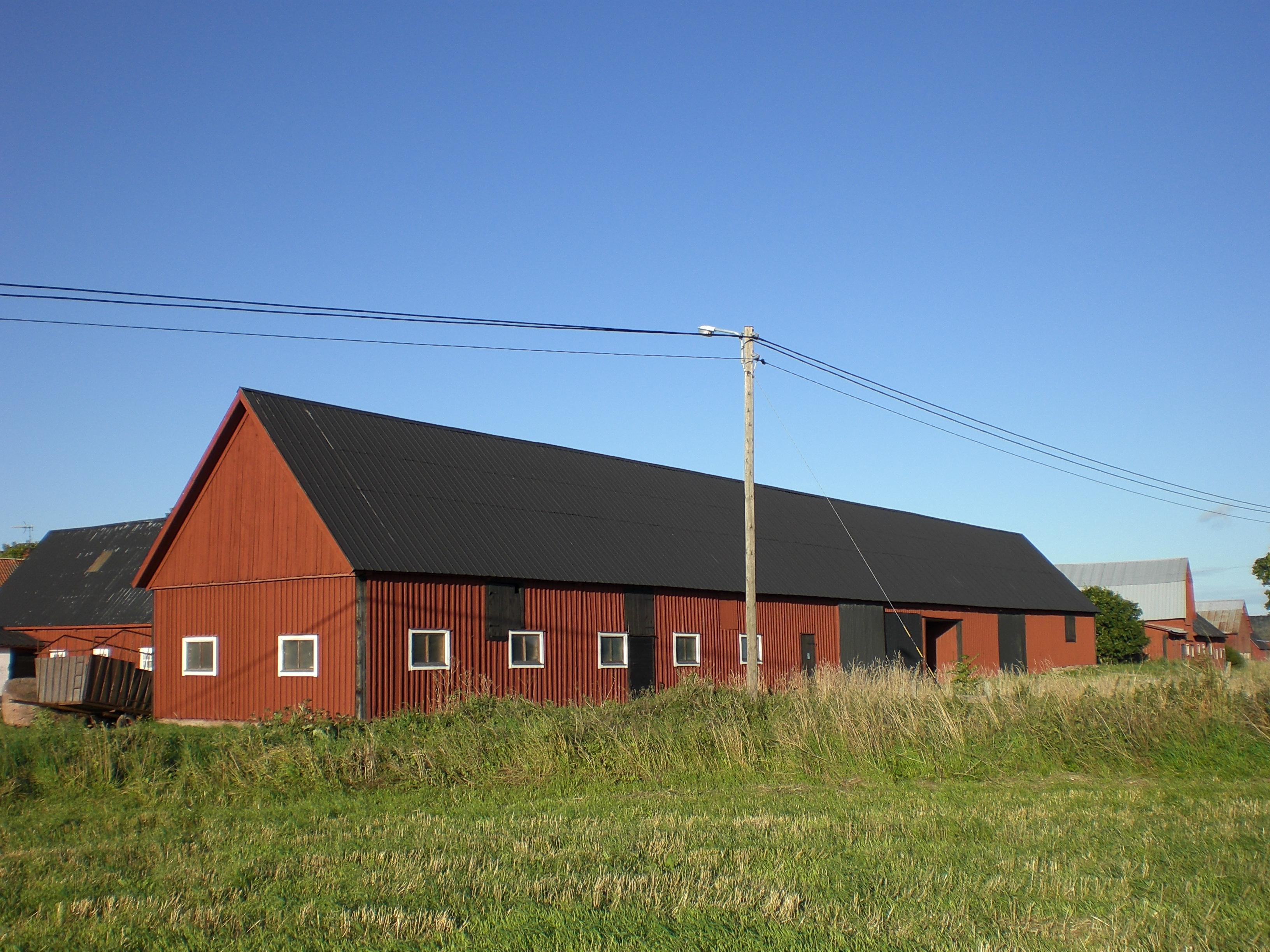
Gebäude in Hörninge

Hörninge ist ein zur Gemeinde Borgholm gehörendes Dorf auf der schwedischen Ostseeinsel Öland.
Das weniger als 50 Einwohner (Stand 2005) zählende Dorf liegt östlich von Köpingsvik und ist landwirtschaftlich geprägt. Nördlich von Hörninge befindet sich das Moor Norra mossen, welches auch den Namen Hörninge mosse (dt. Hörninger Moor) trägt.
Koordinaten: 56° 52′ N, 16° 45′ O